# Walther P99
Le Walther P99 est un pistolet semi-automatique fabriqué en Allemagne par  Walther Sportwaffen.
La conception du P99 a été amorcée en 1994 et le pistolet a été présenté en 1996. Le but principal était de développer un nouveau pistolet de style moderne pour la police et l'autodéfense qui incorporerait toutes les dernières techniques et coûterait moins cher que son prédécesseur - le Walther P88, qui n'a pas réalisé un succès commercial significatif, principalement en raison de son prix élevé.
Le P99 est distribué aux États-Unis par Walther America, une filiale de Smith & Wesson.

## Présentation
Le P99 est une arme moderne utilisant les dernières caractéristiques du moment.
La carcasse est faite en polymère, avec le grip arrière de poignée facilement remplaçable et disponible dans plusieurs tailles et de formes différentes pour une meilleure prise en main.
D’autres spécificités caractérisent le P99 :
- platine sélective avec pré-armement de la détente ;
- mécanisme de mise à feu modulaire ;
- court recul de canon oscillant sur rampe ;
- pontet carré, pas de marteau apparent ;
- mécanisme désarmant le percuteur sur la culasse encastré ;
- sûreté au choc automatique ;
- indicateurs de chargement et d'armement ;
- commande d'ouverture de chargeur ambidextre ;
- visée réglable et à contraste ;
- rail de montage pour laser ou lampe torche.
- traitement Tenifer de la surface de la culasse ainsi que de la surface externe du canon

## Relookage

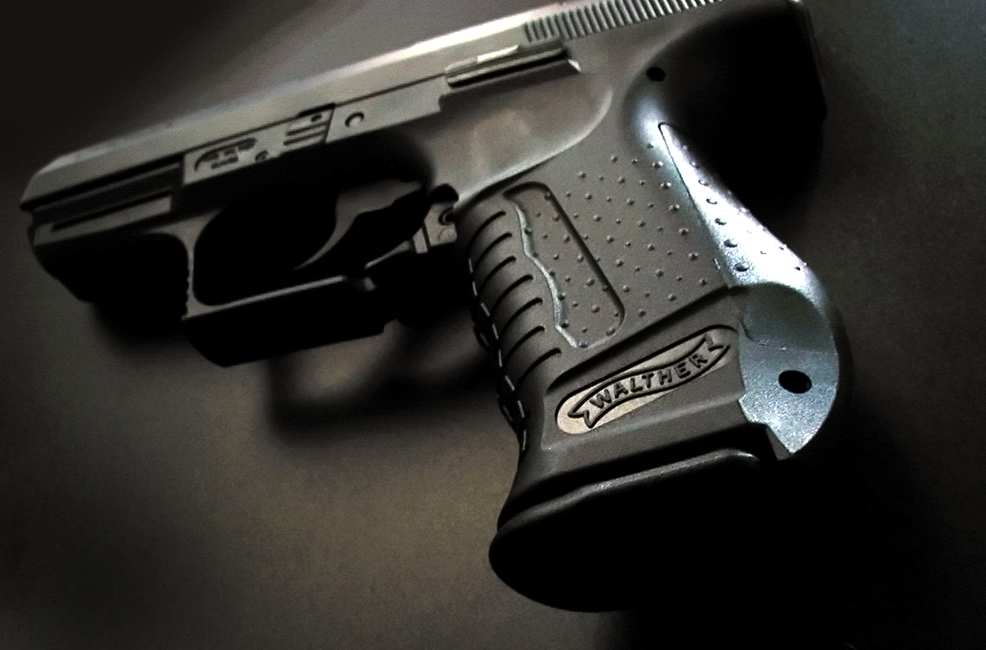
Détail du chargeur.

Un relookage du P99 a été présenté en 2004 incorporant un pontet modifié qui a éliminé « la bosse de ski », ceci afin d’apporter plus de confort à l’utilisateur que le style précédent.
Le dessin de la culasse a été revu afin de permettre à  l'utilisateur de pouvoir la saisir plus facilement et le rail de montage d’accessoires a été modifié au standard Weaver.
Quelques modèles construits en 2005 et tous les modèles postérieurs ont reçu une autre modification, une entrée de puits de chargeur allongée.
Sur le marché américain, et pendant la période où la loi américaine Clinton ban sur les armes semi automatiques s'appliquait, seuls les chargeurs de 10 coups étaient disponibles sur le marché civil américain. À son expiration le 13 septembre 2004, le P99 fut présenté au public américain avec un chargeur pleine capacité dans la plupart des États.
Ces améliorations ont apporté une légère augmentation de l’épaisseur de l’arme tout en la rendant moins lourde.

## Variantes
Le Walther P99 a été produit dans plusieurs variantes. Outre celles qui sont mentionnées ci-dessous, il faut citer le CP99 (C pour CO2), une version à plomb du P99.

### P99AS (anti-stress)
Platine fonctionnant en double action (DA/SA). Avant 2004, Walther ne faisait aucune désignation pour la détente double action standard. Après cette date, avec les nouvelles variantes, Walther commercialisa le P99 sous le nom de P99AS (ou anti-stress). C'est le choix le plus indiqué pour faire du tir de précision.
Une version particulière, le P99 d’alarme, a également été fabriquée, et chambrée en 9 mm PAK (à blanc ou à gaz).

### P99DAO
Le  P99DAO est un P99 avec une platine ne fonctionnant qu’en double action obligatoire (Double Action Only). Il a été produit sous le nom de P990.

### P99QA (Quick action)
Platine sélective avec pré armement de la détente suivant le principe Safe Action de Glock. Le P99QA a été annoncé en 2000. La détente est très lourde et peu adaptée au tir de précision.

### P99C (Compact)
Chambrée en 9 mm Parabellum, il est la version compact du P99 avec les 3 options de modes d’actions de platine cités ci-dessus. Ses dimensions sont réduites par rapport au modèle standard : 168 x 110 x 32 mm, d’un canon de 90 mm, d’un poids de 530 gr et son chargeur ne possède que 10 coups.

### Versions limitées
Walther a aussi créé plusieurs versions limitées du P99 comme :
- MI-6, une version marketing à la suite du nouveau film de James Bond, puisque le P99 a été utilisé par ce personnage de fiction.
- La Chasse
- Year 2000 pour la commémoration du passage à l'an 2000.
- le Walther Night Hawk pour le tir de loisirs. Cette version du CP99 est équipée d'un point rouge, d'un rail de montage et d'un cache-flammes et un silencieux avec trous pour refroidissement (calibre 4.5mm diabolo).

### Smith & Wesson SW99
Très proche du P99, le Smith & Wesson SW99 est une coentreprise entre Walther, qui produit la  carcasse modifiée en Allemagne et Smith & Wesson, qui fabrique les culasses et les canons aux États-Unis, mais sans y appliquer le traitement Tenifer. Les chargeurs de ces deux armes sont compatibles entre elles, mais on considère les  2 pistolets différents et sont facilement identifiables  l'un de l'autre par la garde de détente et la conception de la culasse. De plus, le SW99 est aussi disponible pour le calibre .45 ACP, tandis que le P99 ne l'est pas.
Certains Walther P99 portent la marque « Smith & Wesson Springfield, MA », ce qui signifie que l'importation aux États-Unis est faite par Smith & Wesson, qui est en 2009 l'importateur officiel de la marque Walther, et non que l’arme a été fabriquée par la première société. Un aigle sur le numéro est gravé sur la carcasse, le canon et la culasse et est présent sur tous les P99 d’origine allemande.

## Utilisation par des services officiels
Pourvu d'un bilan favorable, le P99 a vu son adoption par les policiers et les militaires des pays suivants :
- Albanie: Utilisation partielle par le groupe d'intervention RENEA
- Allemagne : Arme de service de la Police fédérale et des Polices de Brême, de Hambourg,  de Rhénanie-du-Nord-Westphalie, de Rhénanie-Palatinat et du Schleswig-Holstein.
- Canada/ Québec:  Service de police de la Ville de Québec
- Espagne : Arme de service de la Mossos d'Esquadra depuis 1999 en remplacement des Astra Police.
- Malaisie : Arme de service de la Police royale malaisienne
- Finlande : Adoption par les FS et la Police militaire comme 9.00 Pist2003 en 2003
- Pologne : Arme de service de la Police polonaise fabriquée sous licence par ZM Lucznik.
- Portugal : Arme de service de la Polícia de Segurança Pública au côté du Glock 19.

## Compétition
En France, le meilleur score obtenu en compétition officielle à l'échelon national par un Walther P99 dans la discipline vitesse militaire du tir aux armes réglementaires est de 189 points sur 200, résultat obtenu par Aurélien Saugis au Grand Prix de France 2010.

## Représentations dans les œuvres de fiction
- Le Walther P99 est connu notamment pour son emploi au cinéma. Dans la série des James Bond, il remplace le Walther PPK comme arme du héros à partir de 1997. Appelé P2K, il apparaît donc dans Demain ne meurt jamais, Le monde ne suffit pas et Meurs un autre jour avec Pierce Brosnan, et dans Casino Royale, avec Daniel Craig, tandis que Quantum of Solace, Skyfall et 007 Spectre voient le retour du Walther PPK.
- Il apparait aussi dans le jeu ARMA III sous le nom de P07 ;
- dans la série Battlefield ;
- dans la série Jagged Alliance ;
- dans le jeu Perfect Dark Zero sous le nom de P9P
- dans le jeu Combat Arms, dans le jeu Uncharted 3 : L'Illusion de Drake, sous le nom de Para 9 ainsi que dans la série des STALKER sous le nom de Walther P9m, ou encore dans le jeu Warface
- dans le film Underworld 2 ;
- dans l'anime Noir où le Walther P99 est utilisé par Mireille Bouquet
- dans la série the 100